# ترنس پارکین
ترنس پارکین (انگلیسی: Terence Parkin؛ زادهٔ ۱۲ آوریل ۱۹۸۰) ورزشکار ورزش شنا اهل آفریقای جنوبی است.
وی در مسابقات کشوری و بین‌المللی در مجموع برندهٔ ۴۳ مدال طلا، ۱۷ مدال نقره، ۶ مدال برنز شده‌است.